# En guerre
Pour l’article homonyme, voir En guerre (film).

En guerre est un roman de François Bégaudeau publié en 2018 aux éditions Verticales.
Le titre fait allusion aux propos de Manuel Valls à propos des attentats contre Charlie Hebdo et du Bataclan en 2015, « nous sommes en guerre ». L'utilisation de cette expression est un moyen pour François Bégaudeau de réorienter le regard vers ce qui lui paraît être  la guerre la plus effective si guerre il y a "c'est-à-dire la guerre sociale".

## Résumé
L'action se déroule dans une ville de la province française contemporaine, Louisa Makhloufi, prolétaire intérimaire et Romain Praisse, fonctionnaire petit bourgeois et bibliothécaire, habitent le même territoire, lui en centre-ville et elle en périphérie, pourtant ils ne pourraient être plus opposés et fréquenter des sphères plus différentes. Cependant, à la suite du licenciement dans le cadre d'un plan social de Cristiano Cunhal, le compagnon de Louisa, lui-même ouvrier, le comportement de ce dernier va se métamorphoser, ce qui poussera Louisa à entretenir une romance avec Romain. À la découverte de cette relation - mais également du fait de la baisse d'estime de lui-même engendrée par son licenciement -  Cristiano s'immole. Ce suicide engendre, chez Louisa et Romain, une autocritique et une recherche analytique des raisons ayant poussé Cristiano à mettre fin à ses jours.

## Le roman

### Genèse
L'origine d'En guerre naît d'une volonté de l'auteur, d'illustrer et critiquer les enclaves sociales, il le fait en permettant la rencontre - fruit d'un accident - de deux personnages diamétralement opposés. L'idée selon laquelle les sphères socio-économiques soient enclavées est mise en relief par le caractère accidentel de leur rencontre : dans un contexte normal, les deux protagonistes n'auraient pas pu se croiser ni tisser de liens.
Outre l'illustration de leur séparation géographique et culturelle, En guerre, permet une réflexion quant à la capacité qu'ont les milieux sociaux d'interagir, dans En guerre, les mondes de Louisa et Romain sont quasiment non miscibles : durant l'entièreté du récit, leurs différences de classes, d'aspirations, de conceptions et d'objectifs seront mis en lumière jusqu'à leur séparation à la fin du roman témoignage de la scission de leurs univers.